# Дечеверри, Арнольд Фёдорович
 Арнольд Фёдорович (Фёдоров, Фомич) Дечеверри  (1794—1847) — лектор французского языка в Казанском университете.

## Биография
Родился в 1794 году. Получив медицинское образование во Франции, переехал в Россию, представил в Петербургский университет сочинение Рассуждение о методе преподавания французского языка и удостоен свидетельства на звание преподавателя французского и латинского языков. Учитель французского языка в Витебской гимназии, откуда в декабре 1830 года перемещен в Казанскую гимназию, а затем прикомандирован к Казанскому университету в звании лектора французского языка, с увольнением 25 октября 1832 года от службы по гимназии. 
В феврале 1833 года отклонено его ходатайство о дозволении держать экзамен на звание врача. 1 августа 1837 года уволен от службы в университете, получив перед тем 16 июля звание учителя французского языка во второй гимназии. 19 января 1839 года снова поручается преподавание в университете французского языка, с утверждением в звание сверхштатного, а затем штатного лектора. Умер на службе в Казани от холеры 29 сентября 1847 года.